# Fritz Schmitz (Jurist)

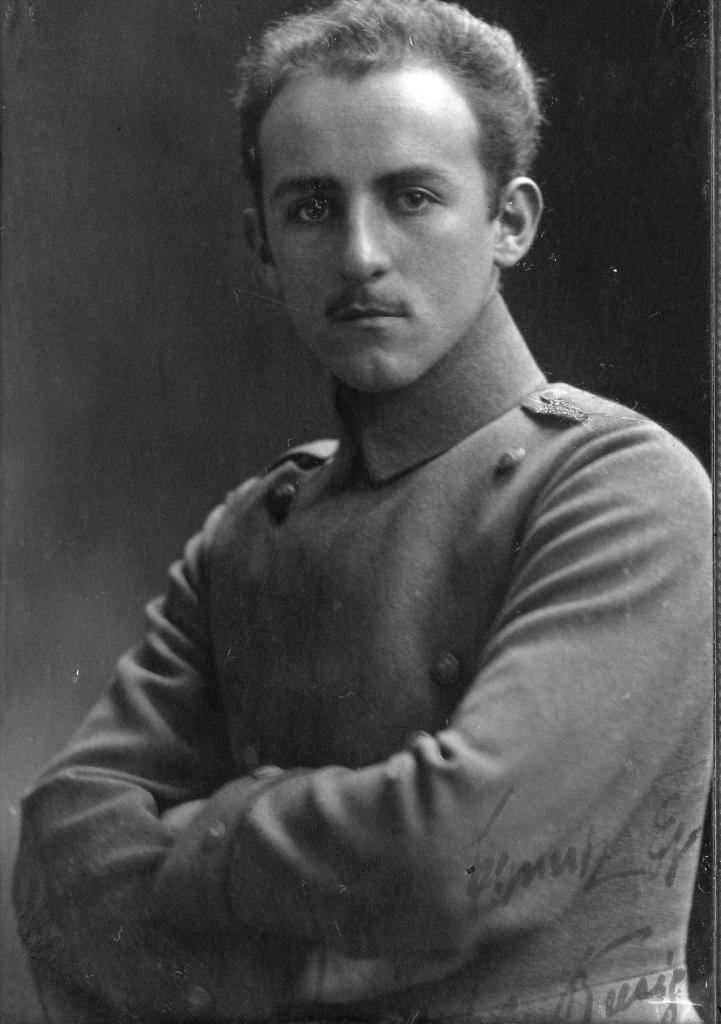
Fritz Schmitz, um 1919, noch als Soldat

Fritz Schmitz (* 9. August 1897 in Nürnberg; † 28. Januar 1990) war ein deutscher Jurist. Er war der Präsident der Rechtsanwaltskammer Nürnberg und Träger des Großen Bundesverdienstkreuzes.

## Leben
Fritz Schmitz war der Sohn eines Architekten. 1916 machte er Abitur am Melanchthon-Gymnasium Nürnberg und wurde von 1916 bis 1918 zum Kriegsdienst herangezogen, wo er zuletzt Leutnant der Reserve war.
Er studierte Rechtswissenschaft an der Friedrich-Alexander-Universität Erlangen-Nürnberg und trat im Zwischensemester 1919 der musischen Studentenverbindung AMV Fridericiana Erlangen bei.
Ab 1924 war Schmitz Rechtsanwalt in Nürnberg.
Im Zweiten Weltkrieg war er zunächst Oberleutnant, später Major.
1945 kehrte Schmitz in seinen Beruf als Rechtsanwalt zurück und arbeitete ab 1946 am Wiederaufbau der Rechtsanwaltskammer Nürnberg. 1952 wurde er Vorstand des Nürnberg-Fürther Anwaltsvereins, 1960 bis 1980 war er Präsident der Rechtsanwaltskammer Nürnberg.

## Ehrungen
- Eisernes Kreuz II. Klasse
- Bayerisches Militärverdienstkreuz II. Klasse
- 1961 Bayerischer Verdienstorden
- 1970 Bundesverdienstkreuz I. Klasse
- 1972 Ehrenvorsitzender des Nürnberg-Fürther Anwaltsvereins
- 1977 Großes Bundesverdienstkreuz
- 1994 errichtete seine Tochter Anneliese Nüchterlein als Erinnerung an Schmitz und ihren Ehemann Maximilian Nüchterlein die Schmitz-Nüchterlein-Stiftung.[1]